# Concepción de Buenos Aires
Concepción de Buenos Aires è un comune del Messico, situato nello stato di Jalisco.